# Scaptonyx wangi
Scaptonyx wangi ist eine Säugetierart aus der Gattung der Langschwanzmaulwürfe innerhalb der Maulwürfe (Talpidae). Sie ist in den Gebirgsregionen des Gaoligong Shan im Grenzgebiet der chinesischen Provinz Yunnan zu Myanmar verbreitet. Dort bewohnt sie Landschaften mit Mischwäldern und dicker Bodenschicht. Die Lebensweise der Tiere ist aber weitgehend unerforscht. Es handelt sich um kleine Vertreter der Maulwürfe mit auffallend längerem Schwanz und wenig zum Graben geeigneten Füßen. Das Fell ist samtfarben schwarz. Charakteristisch sind der stark vergrößerte obere Eckzahn und ein spitzer unterer erster Vormahlzahn. Ursprünglich galt die Population aus dem Gaoligong Shan als zum Langschwanzmaulwurf gehörig. Aufgrund mrphologischer Unterschiede und einer genetisch weit zurückreichenden Trennung wurde sie im Jahr 2025 als eigenständige Art anerkannt. Über den Gefährdungsstatus ist nichts bekannt.

## Merkmale

### Habitus
Scaptonyx wangi ist ein Kleiner Vertreter der Maulwürfe, der eine Kopf-Rumpf-Länge von 7,9 bis 8,3 cm und eine Schwanzlänge von 4,1 bis 5,2 cm besitzt. Der Schwanz erreicht somit wenigstens die Hälfte der Länge des restlichen Körpers, was verhältnismäßig länger ist als bei Scaptonyx affinis. Das Gewicht variiert von 10,3 bis 17,1 g. Die Angaben beruhen auf der Analyse von rund einem halben Dutzend Individuen. Im Allgemeinen ähneln die Tiere wie alle Langschwanzmaulwürfe im gewissen Maße den Eigentlichen Maulwürfen (Talpini), ihr Schwanz ist aber markant länger und die Gliedmaßen sind bedingt durch die schmaleren Hände nur wenig zum Graben geeignet. Im Speziellen hat Scaptonyx wangi ein vergleichbares Erscheinungsbild wie der Langschwanzmaulwurf (Scaptonyx fusicauda). Das Fell weist eine samtfarben schwärzliche Tönung auf, die auf dem Rücken dunkler ist und auf dem Bauch aufhellt. Der Schwanz zeigt sich nur spärlich von schwärzlichen Haaren bedeckt. Seine schuppige Hautoberfläche ist oberseits samtfarben schwarz, unterseits schwarz. Bei einigen Individuen tritt an der Spitze ein kleines Büschel aus bis zu 1 cm langen Haaren auf. Der Kopf zeichnet sich durch eine verlängerte Schnauze aus, Augen und Ohren werden von Haut überdeckt. Hände und Füße wirken ebenfalls schuppig, auf der Außenseite wächst ein Haarbüschel, während die Innenseite nackt bleibt. Der Hinterfuß wird 1,3 bis 1,7 cm lang.

### Schädel- und Gebissmerkmale
Die Schädellänge beträgt 23,3 bis 24,8 mm. Am Hirnschädel ist mit einer Breite von 9,9 bis 11,1 mm und einer Höhe von 6,6 bis 7,5 mm eher schmal und niedrig. Die Jochbögen stehen 7,7 bis 8,5 mm auseinander. In Aufsicht zeichnet sich der Schädel durch eine nahezu dreieckige Gestalt aus. In Seitenansicht ragt der Vorderrand des Nasenbeins nicht über den ersten Schneidezahn hinaus. Der Gaumen auf der Schädelunterseite endet hinten gerade oder leicht ausgebuchtet. Der Unterkiefer misst 15,0 bis 15,6 mm in der Länge. Er ist schlank sowie lang gestreckt und besitzt einen rund 5,4 mm hoch aufragenden wie aufrechten Kronenfortsatz.
Das Gebiss besteht aus 42 Zähnen, die Zahnformel lautet: {\displaystyle {\frac {3.1.4.3}{2.1.4.3}}}. Der obere innere Schneidezahn ist spatelförmig und höher beziehungsweise breiter als die beiden nachfolgenden. Der obere Eckzahn übertrifft sowohl den hintersten Schneidezahn als auch den ersten Prämolar um das Dreifache an Größe. Die außerordentliche Entwicklung des Eckzahns unterscheidet Scaptonyx wangi von den anderen Arten der Langschwanzmaulwürfe. Im Unterkiefer sind die Schneidezähne und der Eckzahn weitgehend gleich groß, erstere weisen eine Spatelform, letzterer einen ovalen Querschnitt auf. Der obere erste und dritte Prämolar sind ähnlich klein. Ihre Höhe erreicht nur drei Viertel jener des zweiten Prämolaren, während der letzte Prämolar rund doppelt so breit ist wie der dritte. Im Vergleich zur oberen Zahnreihe ist in der unteren der vordere Prämolar deutlich vergrößert. Mit seiner dreieckigen Seitenansicht, hervorgerufen durch eine scharfe Spitze, hebt er sich markant von den eher abgerundeten Formen des entsprechenden Zahnes der anderen Langschwanzmaulwürfe ab. Der nachfolgende zweite Prämolar ist klein, der dritte dann doppelt so breit und anderthalbmal so hoch wie dieser. Noch größer wird der letzte untere Prämolar, der zudem eine viereckige Gestalt aufweist. Die obere Zahnreihe erstreckt sich über eine Länge von 10,1 bis 10,9 mm, wovon die hinteren vier Zähne 5,3 bis 5,8 mm beanspruchen. Die untere Zahnreihe ist 8,2 bis 8,7 mm lang, die Molaren nehmen davon 4,2 bis 4,8 mm ein.

## Verbreitung und Lebensraum

Verbreitungsgebiet der Langschwanzmaulwürfe, das Vorkommen von Scaptonyx wangi ist schwarz markiert

Das Verbreitungsgebiet von Scaptonyx wangi liegt in Ostasien. Es umfasst einen schmalen, Nord-Süd-gerichteten Streifen im Gebirgszug des Gaoligong Shan im Grenzgebiet der chinesischen Provinz Yunnan zu Myanmar. Das Gebirge bildet die Wasserscheide zwischen den Flussläufen des Irrawaddy im Westen und des Nu Jiang im Osten. Letzterer Fluss wirkt offensichtlich als natürliche Barriere, da östlich davon das Vorkommen von Scaptonyx affinis anschließt. Die Tiere bewohnen Mischwälder aus Laub- und Nadelhölzern sowie Rhododendron-Beständen auf einer dicken Humusschicht. Die Höhenverteilung reicht von 2600 bis 4000 m über dem Meersesspiegel.

## Lebensweise
Über die Lebensweise von Scaptonyx wangi sind keine Informationen verfügbar.

## Systematik
Scaptonyx wangi ist eine Art aus der Gattung der Langschwanzmaulwürfe (Scaptonyx), die aus drei Arten besteht. Die Langschwanzmaulwürfe gehören wiederum zur Familie der Maulwürfe (Talpidae) und werden innerhalb dieser der Tribus der Scaptonychini zugeordnet, welche monotypisch ist. Jedoch verweisen einige Systematiken die Gattung auch den Japanischen Spitzmullen (Urotrichini) zu. Laut molekulargenetischen Untersuchungen stehen beide Gruppen in einer engen verwandtschaftlichen Beziehung, unterscheiden sich aber anatomisch im Gebissaufbau. Gemeinsam mit dem Amerikanischen Spitzmull (Neurotrichini) formen sie eine monophyletische Einheit. Bei allen Mitgliedern dieses Verbundes handelt es sich um nur teilweise an ein unterirdisches Leben angepasste Maulwürfe. Die Trennung von den anderen Linien der Maulwürfe fand bereits im Oberen Eozän vor rund 37 Millionen Jahren statt, während die Aufspaltung der Gruppe sich im Zeitraum von vor 30 bis 27 Millionen Jahren im Oligozän vollzog. Die nächstverwandte Gruppe stellt eine gemeinsame Klade bestehend aus den Eigentlichen Maulwürfen (Talpini), den Desmanen (Desmanini) und dem Sternmull (Condylurini) dar. Übergeordnet werden alle diese Linien in der Unterfamilie der Altweltmaulwürfe (Talpinae) vereint, die zudem noch die Neuweltmaulwürfe (Scalopini) aufnehmen. Dadurch umfassen die Altweltmaulwürfe sowohl unterirdisch lebende als auch an eine semi-aquatische Lebensweise angepasste Tiere aus Eurasien und aus Nordamerika.
Ursprünglich wurde die Gattung Scaptonyx als monotypisch betrachtet und enthielt nur den Langschwanzmaulwurf (Scaptonyx fusicauda) mit zwei Unterarten. Dass die Population im Gaoligong Shan am westlichen Rand des Verbreitungsgebietes der Gattung sich aber morphologisch absetzte, hob bereits Wang Ying-Xiang Anfang der 2000er Jahre hervor, indem er diese in einem Überblickswerk zur Säugetierfauna Chinas mit Scaptonyx fusicaudus gaoligongensis absetzte. Da dieser Bezeichnung aber keine wissenschaftliche Merkmalsbeschreibung beigefügt war, wurde sie als nomen nudum betrachtet. Im Jahr 2016 deckten genetische Analysen eine tiefe Spaltung der Langschwanzmaulwürfe auf. Dadurch ließen sich wenigstens zwei eigenständige Linien differenzieren, von denen eine den eigentlichen Langschwanzmaulwurf, die andere die Tiere des Gaoligong Shan repräsentierte. Die Trennung erfolgte bereits sehr früh und fand im Unteren Miozän vor etwa 20 bis 18 Millionen Jahren statt. Daher wurde vermutet, dass die Langschwanzmaulwürfe mehrere kryptische Arten enthalten. In einer drei Jahre später veröffentlichten umfassenden genetischen Studie, die mehr als 110 Tiere aus dem gesamten Verbreitungsgebiet der Langschwanzmaulwürfe einschloss, konnte dies nicht nur bestätigt werden, es fanden sich darüber hinaus Hinweise auf wenigstens 17 taxonomische Einheiten verteilt auf drei hauptsächliche Kladen. Der Bestand aus dem Gaoligong Shan repräsentierte hierbei die sogenannte Clade I mit insgesamt vier taxonomischen Einheiten. Basierend darauf und ergänzt um weitere genetische und morphologische Analysen erkannte eine Revision der Gattung im Jahr 2025, durchgeführt von einem Wissenschaftlerteam um Song Wen-Yu die drei Kladen als eigenständige Arten an und teilte die Langschwanzmaulwürfe somit auf. Die Forscher gaben aber den Hinweis, dass sich noch weitere unentdeckte Arten verbergen könnten. Die Tiere aus dem Gaoligong Shan erhielten dadurch Artstatus und wurden unter der Bezeichnung Scaptonyx wangi wissenschaftlich erstbeschrieben. Die Forschergruppe bestimmte ein ausgewachsenes männliches Individuum als Holotyp. Dieses stammt aus einem dichten Nadelwald am östlichen Eingang des Dulongjiang-Straßentunnels, der den Autonomen Kreis Gongshan mit Dulongjiang im Autonomen Bezirk Nujiang der chinesischen Provinz Yunnan miteinander verbindet. Das Gebiet stellt die Terra typica von Scaptonyx wangi dar. Das Artepitheton ehrt Wang Ying-Xiang, einen ehemaligen Mammalogen am Institut für Zoologie in Yunnans Hauptstadt Kunming und Mitglied der Chinesischen Akademie der Wissenschaften, der die Besonderheit der Langgschwanzmaulwürfe des Gaoligong Shan erkannt hatte.

## Bedrohung und Schutz
Die IUCN unterscheidet die Langschwanzmaulwürfe gegenwärtig nicht in unterschiedliche Arten und listet nur den eigentlichen Langschwanzmaulwurf. Diesen führt sie in der Kategorie „nicht gefährdet“ (least concern). Die Einschätzung beruht auf der weiten Verbreitung der Art und ihrer angenommenen hohen Bestandszahl. Die Tiere sind in mehreren Naturschutzgebieten anzutreffen, zum weiteren Schutz werden allerdings genauere Untersuchungen zur Verbreitung, Häufigkeit, den natürlichen Bedürfnissen und potenziellen Gefährdungen benötigt.